# Ridgeland (Carolina do Sul)
Ridgeland é uma cidade  localizada no estado norte-americano da Carolina do Sul, no Condado de Jasper.

## Demografia
Segundo o censo norte-americano de 2000, a sua população era de 2518 habitantes.
Em 2006, foi estimada uma população de 2637, um aumento de 119 (4.7%).

## Geografia
De acordo com o United States Census Bureau tem uma área de
6,2 km², dos quais 6,2 km² cobertos por terra e 0,0 km² cobertos por água. Ridgeland localiza-se a aproximadamente 13 m acima do nível do mar.

## Localidades na vizinhança
O diagrama seguinte representa as localidades num raio de 28 km ao redor de Ridgeland.